# Pardailhan
Pardailhan (okzitanisch: Pardalhan) ist eine französische Gemeinde mit 171 Einwohnern (Stand: 1. Januar 2022) im Département Hérault in der Region Okzitanien. Die Einwohner werden Pardailhanais genannt.

## Geographie
Pardailhan liegt in den südlichsten Ausläufern des Zentralmassivs, zwischen dem Jaurtal und der zum Mittelmeer abfallenden Tiefebene, nördlich von Narbonne, im Tal des Flusses Vernazobre. Das Gemeindegebiet gehört zum Regionalen Naturpark Haut-Languedoc. Hier entspringt auch das Flüsschen Cessière, das zur Cesse entwässert.

## Demographie
| 1962                      | 1968 | 1975 | 1982 | 1990 | 1999 | 2006 | 2013 |
| ------------------------- | ---- | ---- | ---- | ---- | ---- | ---- | ---- |
| 206                       | 93   | 83   | 102  | 126  | 164  | 164  | 186  |
| Quelle: Cassini und INSEE |      |      |      |      |      |      |      |

## Sehenswürdigkeiten
- Schloss Pardailhan, um 1650 erbaut

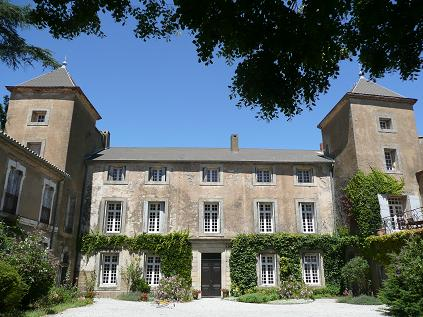
Schloss Pardailhan

- Ruinen der Burg Pardailho